# Global Evisceration
Global Evisceration es un DVD lanzado en 2011 por la banda de brutal death metal Cannibal Corpse. Éste documenta la gira de dos años que realizó la banda de 2009 a 2011, en apoyo a su álbum Evisceration Plague, e incluye los shows en el teatro Sunshine Theater en Albuquerque, y en el Gothic Theatre, en Denver, en Estados Unidos. Ambos lugares fueron elegidos estratégicamente por la banda por su reputación de tener un público enérgico y participativo. La dirección y el editado estuvo a cargo de Denise Korycki, quien también dirigió el DVD anterior de Cannibal Corpse, Centuries of Torment: The First 20 Years.

## Contenido
Junto con las canciones en vivo también se hacen planos directos al público de ambos shows. El formato del DVD intercala música con fragmentos de entrevistas a los miembros de la banda, donde estos hablan desde la elección de material para conformar la lista de canciones, el proceso creativo e incluso la experiencia de emprender una gira.
Junto con las presentaciones en vivo se incluye además material extra, como un documental sobre la grabación de Global Evisceration, segmentos con curiosidades sobre la banda, una galería de fotos y recitales en vivo adicionales. Sin embargo, el paquete no incluye un booklet y la contratapa no muestra la lista de canciones.
La edición limitada incluye además un cómic y un CD, y un estilo diferente de empaquetado.

## Crítica
El sitio web About.com le otorgó una calificación de cuatro estrellas de cinco. Chad Bowar, periodista del sitio web, opinó que el material «valía mucho la pena» y que «muestra exactamente el ambiente en los shows de Cannibal Corpse», refiriéndose a la intensidad del sonido y a la reacción de los fanes documentada en el DVD. Por otro lado criticó el empaquetado, la ausencia de un booklet y la falta de un setlist visible. Denise Falzon del sitio web Exclaim.ca también criticó positivamente la «fuerte intensidad» de las actuaciones y los acercamientos a un «público lleno de energía», aunque opinó que el DVD no es una pieza esencial de colección. La web especializada en el género Blabbermouth.net le concedió una calificación de ocho puntos sobre diez a Global Evisceration. A diferencia de otras críticas, Scott Alisoglu consideró que este DVD, a diferencia de su antecesor, es un material más divertido e informativo sobre la banda, y destaca que este ofrece «una mirada entretenida sobre la vida diaria de los cinco miembros» mientras que estos estaban de gira.

## Vídeos
Toda la música compuesta por Cannibal Corpse. 
| Vídeos |                                        |          |  |
| N.º    | Título                                 | Duración |  |
| 1.     | «Evisceration Plague»                  | 4:32     |  |
| 2.     | «Scattered Remains, Splattered Brains» | 3:12     |  |
| 3.     | «Make Them Suffer»                     | 3:06     |  |
| 4.     | «Death Walking Terror»                 | 3:34     |  |
| 5.     | «Devoured by Vermin»                   | 3:15     |  |
| 6.     | «Priests of Sodom»                     | 3:34     |  |
| 7.     | «Scalding Hail»                        | 1:46     |  |
| 8.     | «I Will Kill You»                      | 2:39     |  |
| 9.     | «Staring Through the Eyes of the Dead» | 3:28     |  |
| 10.    | «Hammer Smashed Face»                  | 4:22     |  |
| 11.    | «Stripped, Raped, and Strangled»       | 4:18     |  |
| 12.    | «The Cryptic Stench»                   | 3:50     |  |
| 13.    | «Disfigured»                           | 3:27     |  |
| 14.    | «Pit of Zombies»                       | 4:11     |  |
| 15.    | «Pounded into Dust»                    | 3:04     |  |
| 16.    | «A Skull Full of Maggots»              | 2:28     |  |
| 17.    | «The Wretched Spawn»                   | 4:01     |  |
| 56:07  |                                        |          |  |

## Créditos
Equipo técnico
- Denise Korycki — Dirección

| Miembros actuales de Cannibal Corpse - George "Corpsegrinder" Fisher - vocalista (1995–presente) - Pat O'Brien - guitarra eléctrica (1997–presente) - Rob Barrett - guitarra eléctrica (1993–1997, 2005–presente) - Alex Webster - bajo eléctrico (1988–presente) - Paul Mazurkiewicz - baterista(1988–presente) | Miembros pasados de Cannibal Corpse - Chris Barnes - vocalista (1988–1995) - Bob Rusay - guitarra eléctrica (1988–1993) - Jack Owen - guitarra eléctrica (1988–2004) - Jeremy Turner - guitarra eléctrica (2004–2005) |

Fuentes: